# Annunciatenklooster (Brussel)

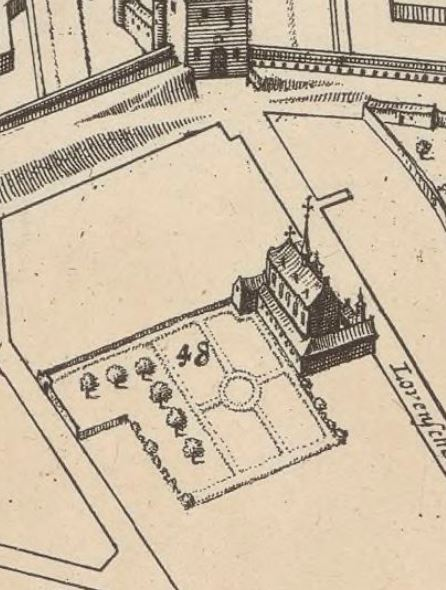
Het Annunciatenklooster op een stadsplan uit 1695

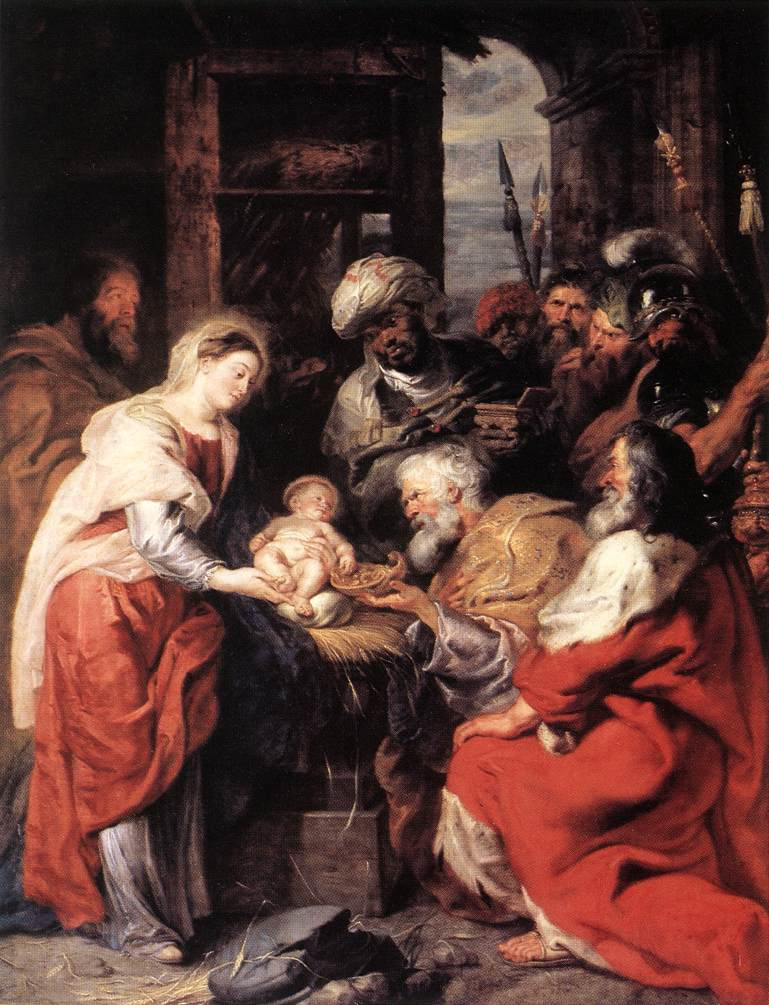
Deze Aanbidding der Wijzen van Rubens is geschilderd voor de Brusselse Annuntiaten en hangt tegenwoordig in het Louvre.

Het Annunciatenklooster van Brussel was een contemplatief huis voor welstellende dames dat bestond van 1616 tot 1784.

## Geschiedenis
Aartshertogin Isabella haalde de Annuntiaten naar Brussel in het kader van de Contrareformatie. Haar biechtvader, de minderbroeder Andreas a Soto, nam dit op zich en kreeg steun van voorname patriciërs. De stichting gebeurde vanuit Antwerpen. De provinciaal der Franciscanen duidde hiervoor zeven Annuntiatenzusters aan en gelastte hen Sara de Licht uit hun midden te kiezen tot overste, met Catharina van Dieffelt als assistente. Samen met een postulante, een converse en een buitenzuster namen ze op 1 september 1616 hun intrek in een Brussels huurhuis.
Aan financiële middelen ontbrak het niet. Op 5 november 1617 verhuisden ze naar de voormalige residentie van de graaf van Vertain aan de Leuvensepoort, voor hen aangekocht door de Antwerpse koopman Joris Moeckenborgh en confessor François van den Broecke (Paludanus). Ook verwierven ze zes aanpalende huizen en een koer, met steun van Pieter Peck (Peckius). Deze rekwestmeester bij de Grote Raad van Mechelen had een dochter Joanna onder de zeven stichtende zusters en zou ook zijn twee andere dochters naar de Brusselse Annuntiaten sturen. Vanaf 1622 werd op het terrein een nieuw kloostergebouw opgetrokken. Overste Sara de Licht liet manuscripten kopiëren om de bibliotheek samen te stellen, waaronder Gheestelijcke oeffeningen (Antwerpen, Ruusbroec Genootschap, MS 190) en een collectie preken door Jan van Tienen (Brussel, Koninklijke Bibliotheek van België, MS II 2269).
Aartshertogin Isabella legde in 1620 de eerste steen van de kloosterkerk, ontworpen door haar architecten Wenceslas Cobergher en Jacob Franquart. Ze kwam gereed in 1627 en werd ingewijd door aartsbisschop Jacobus Boonen. Twee jaar voordien was Peckius al begraven in de kerk. Zijn weduwe bestelde bij Rubens een Aanbidding der Wijzen, die boven het hoogaltaar werd geplaatst.
Het geestelijk leven van de Annuntiaten verliep volgens de Regel van Sint-Franciscus. De clausuur werd streng in acht genomen. De confessor, steeds een Franciscaan, verbleef in het gastenhuis. Oversten werden aangesproken als Moeder Ancilla (dienstmaagd). Wekelijks biechtten de zusters haar in een publiek kapittel hun zonden op en werden ze gecorrigeerd. Voor uiterste gevallen beschikte het klooster zelfs over een 'gevangenis'.
Het in de bovenstad gelegen klooster werd niet getroffen door de Franse beschieting van 1695 en verleende gastvrijheid aan enkele dakloze Rijke Klaren en Witte Juffrouwen. Dertien jaar later volgde een kleiner bombardement door Maximiliaan II Emanuel van Beieren, die naar het Franse kamp was overgegaan. De projectielen van 1708 brachten schade toe aan het Annunciatenklooster (dak, brandglasramen en orgel).
In de tweede helft van de 18e eeuw werd het rekruteren in rijke lagen van de bevolking moeilijker. Het contemplatieve klooster raakte in geldnood en besloot zijn werk van Rubens te verkopen. De Franse koning Lodewijk XVI bood hen 14.000 florijnen en een vervangende kopie. De officier-fiscaal van de Raad van Brabant verzette zich tegen de verkoop van het topstuk, maar na aandringen van de Franse ambassadeur liet landvoogd Karel van Lorreinen het schilderij gaan. Zo niet was het wellicht in Wenen terechtgekomen, want de Annuntiaten werden op 25 mei 1784 opgeheven en onteigend door keizer Jozef II. Op 14 augustus werden ze uit hun klooster gezet.
Vanuit de vroegere kloostertuin liet Jean Pierre Blanchard in 1786 de eerste bemande luchtballon opstijgen boven Brussel. In de gebouwen verbleven achtereenvolgens cavaleriesoldaten, krijgsgevangenen en de paarden van de prins van Oranje. Daarna werd het weer een kazerne voor 771 soldaten en 370 paarden. Van het Annunciatenklooster blijft niets over.

## Ligging
Gedurende bijna twee eeuwen was het Annuntiatenklooster gelegen aan de Leuvensepoort, net binnen de stadsmuren, overeenkomend met de achterzijde van het tegenwoordige Paleis der Natie.

## Oversten
- Sara de Licht (1616–), nicht van Abraham Ortelius
- Joanna Maria Braeckmans (1708–1724)
- Barbara Theresia van den Dijcke (1724–)

## Begraven
In de kloosterkerk van de Annuntiaten werden begraven:
- Petrus Peckius de Jonge (1562–1625)
- Leo Jan De Paepe (1610–1685)
- Gérard François Balthazar de Villegas (1687–1745)